# ماریای دوم
ماریای دوم (به پرتغالی: Maria II) معروف به آموزگار (به پرتغالی: a Educadora) و مادر نیکو (به پرتغالی: a Boa Mãe) در دو نوبت، یکی میان سال‌های ۱۸۲۶ تا ۱۸۲۸ و بار دیگر از ۱۸۳۴ تا ۱۸۵۳، ملکهٔ پرتغال بود. او نخستین فرزند امپراتور پدروی یکم و از دودمان براگانسا بود. 